# Rønne Pastorat
Rønne Pastorat er et pastorat i Bornholms Provsti (Københavns Stift). Pastoratet ligger i Bornholms Regionskommune (Region Hovedstaden). I Rønne Pastorat ligger Rønne Sogn.